# N-5
La  N-5  (anteriormente  N-V ), Carretera de Madrid a Portugal por Badajoz, es una carretera perteneciente a la Red Radial de carreteras del Estado.
Su itinerario original era el que discurría partiendo desde Madrid y atravesando las provincias de Toledo y Cáceres hasta la frontera con Portugal cerca de la ciudad de Badajoz, enlazando en la frontera de Caia con la portuguesa   N 4 .
Actualmente ha sido sustituida la casi totalidad de su trazado por la  E-90   A-5 , quedando tramos en las localidades que atravesaba al ser circunvaladas por una variante cuando se realizó el desdoblamiento.